# Mezinárodní organizace pro normalizaci
Mezinárodní organizace pro normalizaci (anglicky International Organization for Standardization), označovaná jako ISO, je světovou federací národních normalizačních organizací se sídlem v Ženevě. Byla založena 23. února 1947.

## Název
Je častým omylem považovat ISO za zkratku z anglického názvu. Ve skutečnosti je odvozeno od řeckého slova ἴσος (isos), znamenající stejný ve smyslu shodného pojmenování téhož bez jazykových rozdílů. Název organizace by se tedy dal považovat za backronym.

## Činnost
Mezinárodní organizace pro normalizaci se zabývá tvorbou mezinárodních norem ISO a jiných druhů dokumentů ve všech oblastech normalizace kromě elektrotechniky. Jsou to např.:
- TS – technické specifikace
- TR – technické zprávy
- PAS – veřejně dostupné specifikace
- TTA – dohody o technických trendech
- IWA – dohody z pracovní konference průmyslu
- Pokyny ISO

V roce 2011 existovalo více než 18 000 norem ISO. K 31. 12. 2003 bylo vydáno 13 362 norem ISO, 494 technických zpráv (TR), 2 dohody IWA, 9 PAS, 118 TS, 4 dohody TTA a 39 pokynů ISO.
Technické práce zabezpečuje 210 technických komisí (TC), 519 subkomisí (SC) a 2 443 pracovních skupin (WG). Na pracích technických komisí je možno se podílet jako aktivní členové (P–členové – participating members), kteří mají povinnost účastnit se zasedání a hlasovat k dokumentům, nebo jako pozorovatelé (O–členové – observer members), kteří dostávají pracovní dokumenty a mají právo, nikoliv povinnost účastnit se zasedání a hlasovat.

## Členství
Mezinárodní organizace pro normalizaci měla v roce 2011 celkem 163 členů, z toho 110 řádných členů, 43 korespondenčních členů a 10 kandidátů na členství.
Členy ISO jsou národní normalizační organizace zastupující normalizaci v dané zemi. Mezi základní povinnosti členů patří informovat orgány a organizace ve své zemi o nových normalizačních aktivitách, zajišťovat za danou zemi jednotné stanovisko k předkládaným dokumentům a finančně podporovat činnost ISO. Členové ISO mají právo účastnit se prací v jakékoliv technické komisi a vykonávat veškerá hlasovací práva, mohou být zvoleni do Rady ISO a jsou zastoupeni na Generálním zasedání ISO. Korespondenční člen je obvykle organizace v zemi, kde se ještě plně nerozvinula národní normalizační činnost. Korespondenční člen se aktivně nepodílí na technických a strategických pracích, ale má právo být informován o pracích, o které má zájem. Třetí kategorie – kandidát na členství – je určena pro země s velmi malou ekonomikou. Tito kandidáti na členství platí snížené poplatky.
Zastupující institucí pro Českou republiku – jakožto řádného člena ISO – je Úřad pro technickou normalizaci, metrologii a státní zkušebnictví od roku 2009.